# Rechrival
Rechrival (en wallon : À R'tchrîvâ) est un hameau de la commune belge de Sainte-Ode située en Région wallonne dans la province de Luxembourg.
Avant la fusion des communes de 1977, Rechrival faisait partie de la commune de Tillet.

## Étymologie
Rechrival vient de Roc'h (pluriel Rec'hier) devenu Rechi puis Rechri signifiant Rochers et de Val vu la situation du hameau dans une vallée. Le hameau voisin de Rechimont à la même origine.

## Situation
Rechrival est un hameau ardennais situé principalement sur la rive droite du Laval, un affluent de l'Ourthe occidentale. Il se trouve à proximité des hameaux de Hubermont, Houmont et Laval.
L'altitude au pont avoisine les 415 m.

## Patrimoine
Le pont de Rechrival sur le Laval a été construit au XIXe siècle. Il est composé de trois arches surbaissées. Deux murets en pierre du pays servent de parapets.
La grotte dédiée à Notre-Dame de Lourdes est aménagée au pied d'un rocher non loin de l'ancien moulin Cravatte.
Le hameau compte plusieurs anciennes fermettes bâties en pierre de grès schisteux et aux encadrements des portes et fenêtres en brique.